# Mouřínov
Mouřínov (deutsch Morein, früher Morrein) ist eine Gemeinde in Tschechien. Sie liegt vier Kilometer südwestlich von Bučovice und gehört zum Okres Vyškov.

## Geographie

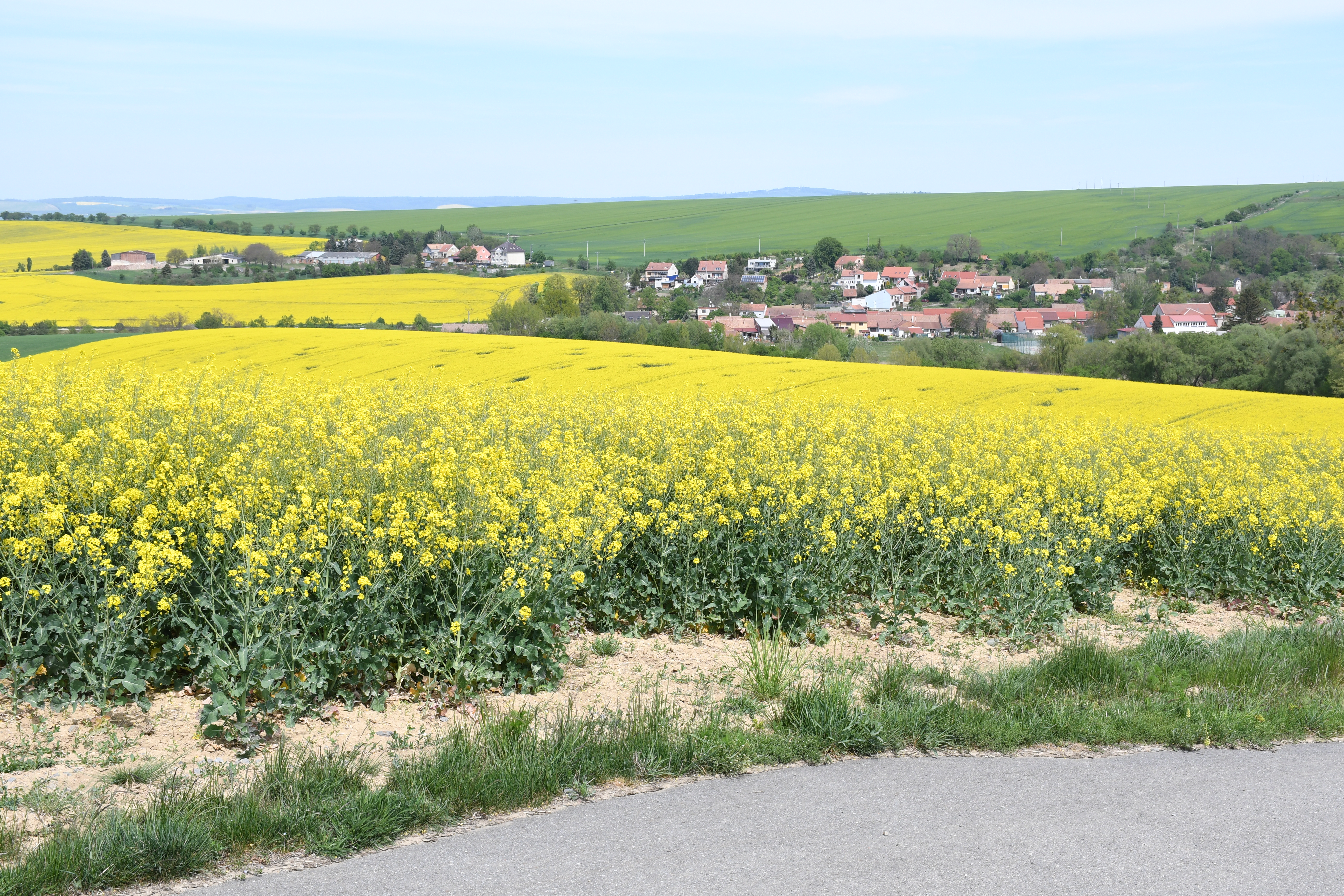
Mouřínov (2020)

Mouřínov befindet sich am Nordhang des Ždánický les auf dem Gebiet des gleichnamigen Naturparks. Das Dorf erstreckt sich im Tal des Baches Mouřínovský potok. Westlich liegt im Tal Ružodol der Stauweiher und Badesee Mouřínovský rybník. Im Osten erhebt sich der Strašník (340 m), südöstlich die U Slepice (437 m) und Radlovec (425 m), im Süden der Na Hradisku (399 m). Westlich des Dorfes liegt der Sportflugplatz Rašovice. Gegen Süden liegt die Wüstung Konůvky; das Dorf und die Feste sind seit 1365 nachweisbar und erloschen im 15. Jahrhundert.
Nachbarorte sind Marefy und Bučovice im Norden, Kloboučky und Baračka im Nordosten, Jitřenka im Osten, Haluzice, Lovčice und Ždánice im Südosten, Archlebov, Žarošice und Zdravá Voda im Süden, Kobeřice und Jalový Dvůr im Südwesten, Rašovice im Westen sowie Křižanovice im Nordwesten.

## Geschichte
Die erste urkundliche Erwähnung des Dorfes erfolgte im Jahre 1380 als Besitz des Peter von Sternberg. Ihm folgte Peter von Krawarn auf Plumlau. Von ihm erwarb 1398 Pešek Kropáč von Studenec den Besitz. Im darauffolgenden Jahr wurde Jan von Ptení und 1406 Jan von Miličín als Besitzer der Güter genannt. 1481 übereignete Wenzel von Mezilesí einen Teil von Mouřínov an den mährischen Landeshauptmann Ctibor II. Tovačovský von Cimburg. Den anderen Anteil hielten bis 1531 Wenzels Söhne. Um 1560 verkaufte Wenzel Muřínovský von Mezilesí das Dorf und die Feste an Lorenz von Popůvek. Nachfolgende Besitzer waren Anna Heroltká, Všebor Praschma von Belkow, Anna von Kralice, Jiří Karský von Kares, Eva Martínková von Rozseč, Petr Stražovský von Zástřizl und ab 1601 Ulrich von Kaunitz. Nach der Schlacht am Weißen Berg wurden die Güter der Karl von Kaunitz konfisziert und 1626 für 158.166 Gulden an Maximilian I. von Liechtenstein verkauft. Seit dieser Zeit war das Dorf nach Bučovice untertänig.
Nach der Aufhebung der Patrimonialherrschaften bildete Mořín/Morein ab 1850 eine Gemeinde im Gerichtsbezirk Steinitz und der Bezirkshauptmannschaft Gaya. 1879 wurde das Dorf der Bezirkshauptmannschaft Wischau zugeordnet. Seit dem Ende des 19. Jahrhunderts wird das Dorf als Mouřínov bezeichnet. 1976 erfolgte die Eingemeindung nach Bučovice. 1999 löste sich der Ort nach einem Referendum von Bučovice los und bildete eine eigene Gemeinde. In den Jahren 2000 und 2001 wurde Mouřínov an die Gasversorgung angeschlossen. 2002 begann die Sanierung des Kulturhauses. Nach der Schließung der Schule dient das Gebäude als Kindergarten.

## Gemeindegliederung
Für die Gemeinde Mouřínov sind keine Ortsteile ausgewiesen.

## Sehenswürdigkeiten
- Glockenturm
- Büste von T. G. Masaryk
- Naturschutzgebiet Šévy, nördlich des Dorfes
- Naturschutzgebiet Žlíbek, nordwestlich von Mouřínov
- Naturdenkmal Hrubá louka, südlich des Dorfes

## Söhne und Töchter der Gemeinde
- Maria Miroš Mouřínovský (1893–1950), Schriftsteller und Publizist, er verwendete das Pseudonym Josef Handlíř